# Bronslibellen
De bronslibellen (Oxygastra) vormen een geslacht van echte libellen (Anisoptera) uit de familie van de zuidelijke glanslibellen (Synthemistidae). Het geslacht werd voorheen lang in de familie van de glanslibellen (Corduliidae) geplaatst.

## Soorten
- Oxygastra curtisii (Dale, 1834) – Bronslibel